# Шост (річка)
Шост — річка в Україні, у Кельменецькому районі Чернівецької області. Права притока Сурши (басейн Дністра).

## Опис
Довжина річки приблизно 8,9 км.

## Розташування
Бере початок на північному заході від Бурдюга. Спочатку тече на південний, а потім на північний захід і на північному сході від Ленківців впадає у річку Суршу, праву притоку Дністра.
Річку перетинає автошлях Р 63.